# Tatort: Kaputt
Kaputt ist ein Fernsehfilm aus der Krimireihe Tatort. Der vom WDR produzierte Beitrag wurde am 10. Juni 2019 im Ersten ausgestrahlt. In dieser 1098. Tatort-Folge ermitteln die Kölner Kommissare Ballauf und Schenk ihren 76. Fall.

## Handlung
Die Polizisten Melanie Sommer und Frank Schneider haben den Auftrag, bei einer Ruhestörung in einem Wohnhaus für Ruhe zu sorgen, weil dort sehr lautstark gefeiert wird. Wenig später wird die junge Kriminalbeamtin verletzt und traumatisiert im Garten des Hauses aufgefunden; ihr Kollege ist zu Tode geprügelt worden. Das Haus steht eigentlich leer und gehört der Familie Theissen. Die Kommissare Ballauf und Schenk konzentrieren sich bei ihren Ermittlungen sofort auf den neunzehnjährigen Ben Theissen, der wegen Körperverletzung und Drogendelikten polizeilich bekannt ist und dessen Fingerabdrücke auf der Tatwaffe gefunden wurden. Da Ben untergetaucht ist, wird nach ihm gefahndet. Doch schon am nächsten Tag wird er in dem Haus erschossen aufgefunden. Die Ermittler vermuten zunächst Streitigkeiten innerhalb der Tätergruppe. Jedoch kommt auch ein Racheakt in Betracht, schließlich ist ein Mord an einem Polizisten immer ein heikles Thema bei dessen Kollegen und mit einem davon lebte das Opfer sogar in einer Partnerschaft. Nach Zeugenaussagen hatte Ben aber auch Streit mit seinem Bruder Thomas. Die Kommissare finden heraus, dass dieser auch eine Waffe besitzt. Da sie ihm aber vor einem halben Jahr gestohlen wurde, was auch angezeigt wurde, kann die Pistole nicht kriminaltechnisch untersucht werden.
Ballauf und Schenk stoßen bei ihren Ermittlungen auf einen besonderen Umstand: Die Eltern von Ben und Thomas Theissen hatten vor zwei Jahren einen Autounfall, bei dem der Vater der Brüder ums Leben kam. Die Mutter sitzt seit dem Unfall im Rollstuhl. Unfallgegner war ein Dienstwagen der Polizei mit Stefan Pohl und Frank Schneider am Steuer. Ben hat sehr wahrscheinlich an jenem Abend Schneider wiedererkannt, was zu der maßlosen Gewaltattacke geführt haben dürfte. Die Kommissare befragen Pohl und erfahren so, dass die beiden nach diesem Unfall auch privat ein Paar wurden, was unter den Polizeikollegen zu Gerede und auch Hänseleien führte. Einzig ihre Kollegin Melanie Sommer hatte zu ihnen gehalten. Da die anderen sich weigerten, mit einem schwulen Polizisten auf Streife zu gehen, wurde sie nach Bekanntwerden der Beziehung regelmäßig zum Dienst mit Schneider eingeteilt. Entsprechend schwer fällt es Sommer, die Vorfälle zu verarbeiten. Nach Konsultation eines Psychologen erscheint sie nach kurzer Zeit mit einem Attest wieder zum Dienst. Ihr Vorgesetzter lehnt es zwar ab, die junge Frau wieder einzusetzen, doch sie besteht darauf. Noch am selben Tag wird der Student Lukas Strauss erschossen aufgefunden. Alles deutet darauf hin, dass auch Strauss an jenem Abend am Mord an dem Polizisten beteiligt war und er jetzt gezielt in eine Falle gelockt wurde.
Schenk findet heraus, dass Sommer das Attest gefälscht und der Psychologe sie keineswegs für diensttauglich erklärt hatte. Zudem scheint sie mehr vom Tatabend zu wissen, als sie angegeben hatte. Bei einer erneuten Befragung verstrickt sie sich in Widersprüche, doch Schenk weigert sich zu glauben, dass die Polizistin eine kaltblütige Mörderin sein könnte. Ballauf überzeugt ihn jedoch davon, dass Sommer auf einem Rachefeldzug ist. Weiterhin finden die Kommissare heraus, dass es eine dritte Beteiligte am Mord gab, die nun Sommers drittes Opfer werden könnte. Sommer ist den Beamten dabei einen Schritt voraus, denn sie weiß, dass es sich um Selina Greve handelt. Selina ist nach der Hinrichtung von Lukas Strauss klar, dass sie die Nächste sein wird, und versucht sich zu verstecken. Sommer kann sie jedoch ausfindig machen und bedroht sie mit der Pistole, mit der sie bereits die beiden Männer erschossen hat. Ballauf und Schenk, die ebenfalls Selina Greve auf der Spur sind, kommen dazu und Ballauf schießt auf die Polizistin, um sie nicht noch einmal zur Mörderin werden zu lassen. Noch ehe der Rettungswagen eintrifft, stirbt Melanie Sommer in Ballaufs Armen, den das Ganze sehr mitnimmt.

„Es gibt viele Arten zu sterben. Man muss herausfinden, wie man leben kann.“

## Hintergrund
Der Film wurde vom 29. Mai 2018 bis zum 28. Juni 2018 in Köln gedreht und am 10. Juni 2019 (Pfingstmontag) erstmals ausgestrahlt.

## Rezeption

### Einschaltquote
Die Erstausstrahlung von Kaputt am 10. Juni 2019 wurde in Deutschland von 9,29 Millionen Zuschauern gesehen und erreichte einen Marktanteil von 29,2 % für Das Erste.

### Kritiken
Volker Bergmeister urteilte für Tittelbach.tv und kam zu der Wertung: „Wer klassische Ermittlungsarbeit ohne Schnörkel und filmische Experimente mag, der wird im ‚Tatort – Kaputt‘ […] gut unterhalten. […] In den Krimi [wurde] viel reingepackt: Umgang mit Homosexualität bei der Polizei, Diskriminierung von Frauen im Berufsalltag, Aufarbeitung des Verlustes der Eltern, Drogenabhängigkeit, prekäre Lebensverhältnisse, Missachtung der Polizei und Gewalt gegen die Polizei, Selbstjustiz, interne Ermittlungen und Abschottung eines Berufsstandes gegen Einmischung von außen. Die Story ist wendungsreich, der Film hält die Spannung bis zum Showdown, doch manche Szene wirkt allzu plakativ und ungelenk, den klischeehaften Dialogen fehlt der Schliff und die Milieuzeichnung ist allenfalls Routine.“
Bei Spiegel Online schrieb Christian Buß: „Achtung, Floskelalarm! Der neue Köln-"Tatort" sollte ein Krimi über Korpsgeist und Härtediktat unter Streifenpolizisten sein. Herausgekommen ist geballtes Therapeuten-Gewäsch.“
Thomas Gehringer bei Der Tagesspiegel meinte: „‚Kaputt‘ ist einer dieser redlichen Filme, die ihr Thema, auch wenn es sich ‚nur‘ um einen Krimi handelt, aus verschiedenen Blickwinkeln behandeln. Das ist nicht das Schlechteste, was man über einen ‚Tatort‘ sagen kann, auch wenn es für diese Folge keine Preise geben dürfte.“
Bei Quotenmeter.de urteilte Martin Seng: Dieser „gesellt sich zu den Folgen, die man nach nur kurzer Zeit wieder längst vergessen hat. Nicht etwa, weil die Qualität so schlecht oder der Fall grundlegend misslungen ist, sondern vielmehr, weil er schlichtweg belanglos ist. Keine großen Spitzen, keine großen Bedeutungen oder Wendungen und auch das Fehlen einer wirklichen Spannung tragen zu dem diesmal langweiligen [Tatort]“ bei. Fazit: „‚Tatort: Kaputt‘ lässt zeitweise durchaus Ambitionen erkennen, vielmehr aber lässt er einen Großteil seines Potenzials auf der Strecke liegen und verkommt zu einem uninteressanten und nur wenig spannenden ‚Tatort‘-Eintrag. Als gelungene Abendunterhaltung lohnt sich der Fernsehfilm also nicht und schaut man ihn dennoch, wird man sich in den nächsten Tagen wohl kaum mehr an ihn erinnern können.“

## Trivia
Schenks Dienstwagen ist ein brauner Mercedes-Benz 350 SLC (C 107) aus den 1970er-Jahren. Das Auto trägt, wie bereits 2015 der Diplomat in Benutzt, das Kennzeichen K-FS 5865H.